# Новый Бурлук
Но́вый Бурлу́к (укр. Новий Бурлук) — село в Печенежском районе Харьковской области Украины.
Население по переписи 2001 года составляло 850 (377/473 м/ж) человек.
Является административным центром Новобурлукского сельского совета, в который не входят другие населённые пункты.

## Географическое положение
Село Новый Бурлук находится на берегу реки Сухой Бурлук, выше по течению на расстоянии в 3 км расположено село Лозовое, ниже по течению на расстоянии в 3 км расположено село Приморское.
Недалеко от села находится Ново-Бурлукское водохранилище.

## История
Основано в 1695 году.

## Экономика
- Фермерское хозяйство «Гай».
- Частное сельскохозяйственное предприятие «Шанс».

## Объекты социальной сферы
- Детский сад.
- Клуб.
- Школа.

## Достопримечательности
- 18 курганов (ІІІ тыс. до н. э. — І тыс. н. э.).
- Братская могила советских воинов. Похоронено 148 воинов.

## Известные люди
- В начале XVIII века в селе Новый Бурлук у местного помещика обучал детей Г. С. Сковорода.
- В 1858 году родился Ф. Н. Ястремский — государственный деятель Российской империи, управляющий Минской Казённой палатой, экономист, статистик.